# Restaurant La Balsa
El Restaurant La Balsa es troba al carrer de la Infanta Isabel, 4, al barri de Sant Gervasi - la Bonanova de Barcelona. Està inclòs a l'Inventari del Patrimoni Arquitectònic de Catalunya.

## Història i descripció
Va ser projectat pels arquitectes Òscar Tusquets i Lluís Clotet. Al centre del solar hi havia una bassa de rec del segle xix que va decidir mantenir-se per crear el restaurant. Tot el projecte està dominat per la simetria i la claredat geomètrica. A l'interior de la bassa, a la planta baixa es troba la casa del propietari i els serveis del restaurant. Ja en un nivell exterior a la bassa, es troba el menjador del restaurant i les terrasses. Hi ha una terrassa orientada al sud, és la d'hivern, i la que mira al nord és d'estiu i està coberta amb encanyissades i enfiladisses.

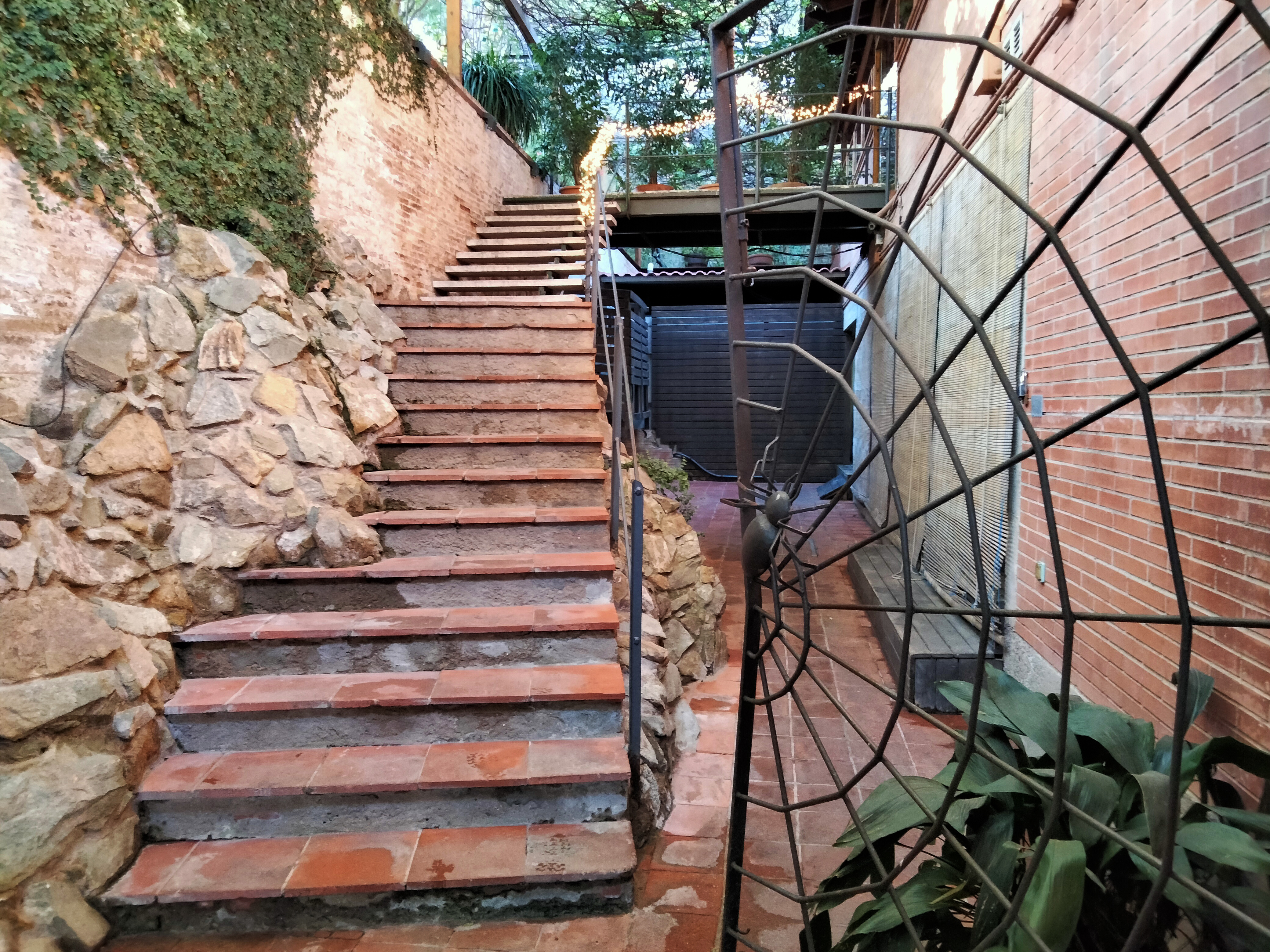
Reixa de l'entrada i escala

És significatiu l'accés a l'espai del restaurant des del carrer, ja que representa una transició entre espais i tempos diferents, patents en els diferents ambients creats a partir de l'arquitectura i el jardí. L'escala exterior, imprescindible per crear l'entrada lateral, manté un estil independent molt proper a Jujol i feta amb rocalla.